# Betriebswehr SBB Erstfeld

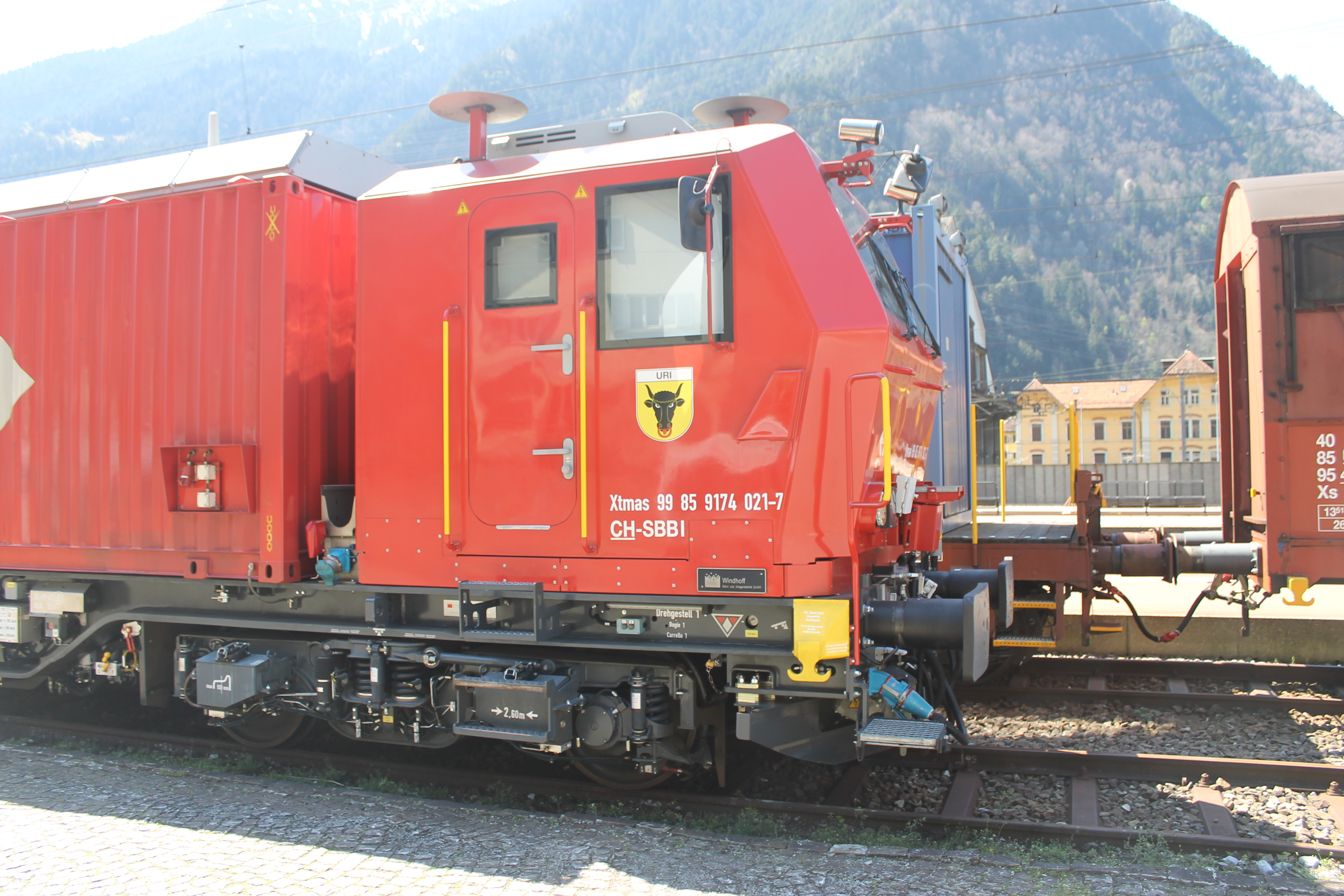
Rettungszug der Betriebswehr SBB Erstfeld. Im Bild ein Rettungsfahrzeug

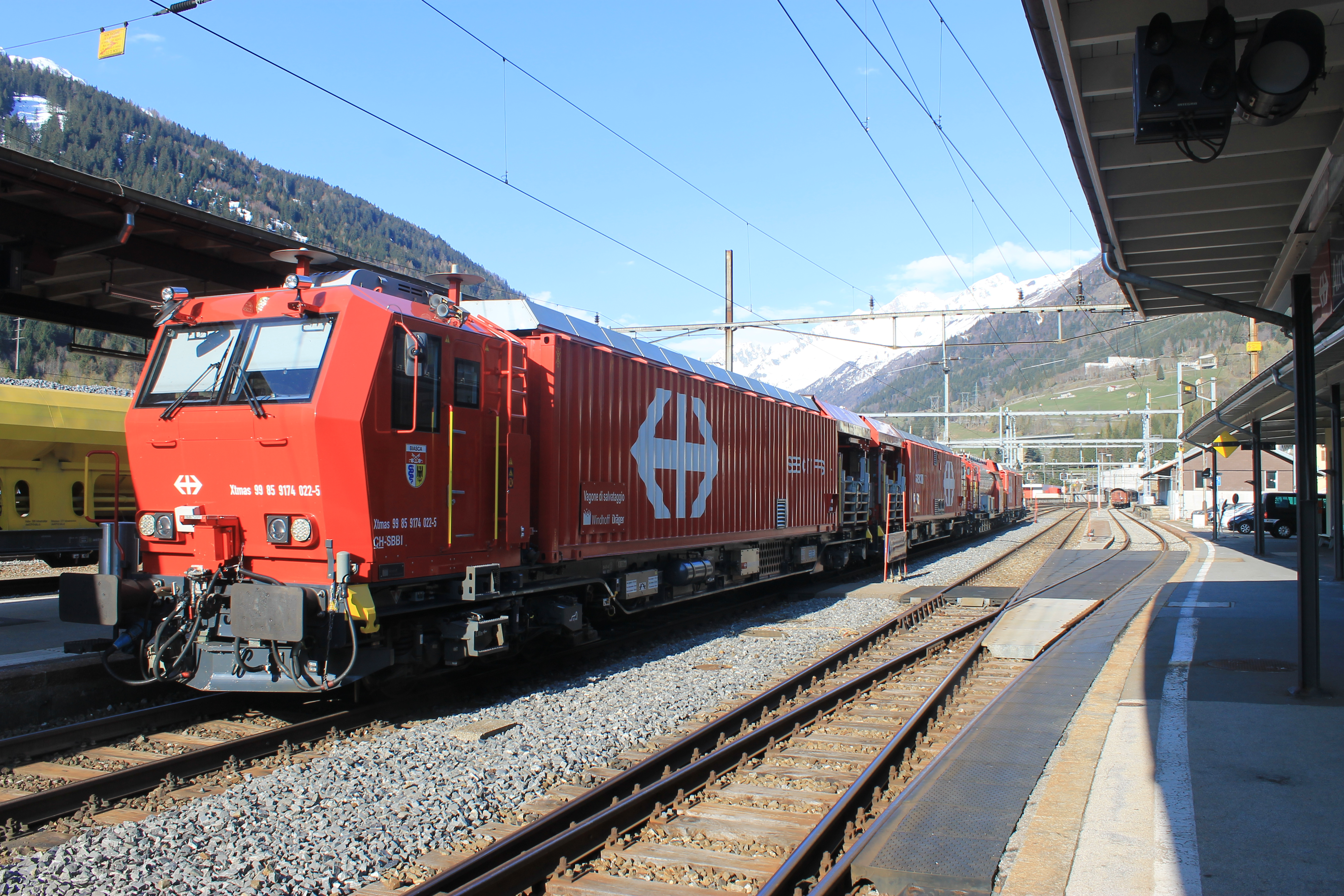
Der baugleiche Rettungszug der SSB Feuerwehr Biasca des Südportals im Bahnhof von Airolo. Grundsätzlich fahren bei einem schweren Ereignis zwei SBB-Rettungszüge in den Tunnel ein. Einer zur Evakuierung, einer zur Brandbekämpfung. Im Bild der Zug der Feuerwache Biasca

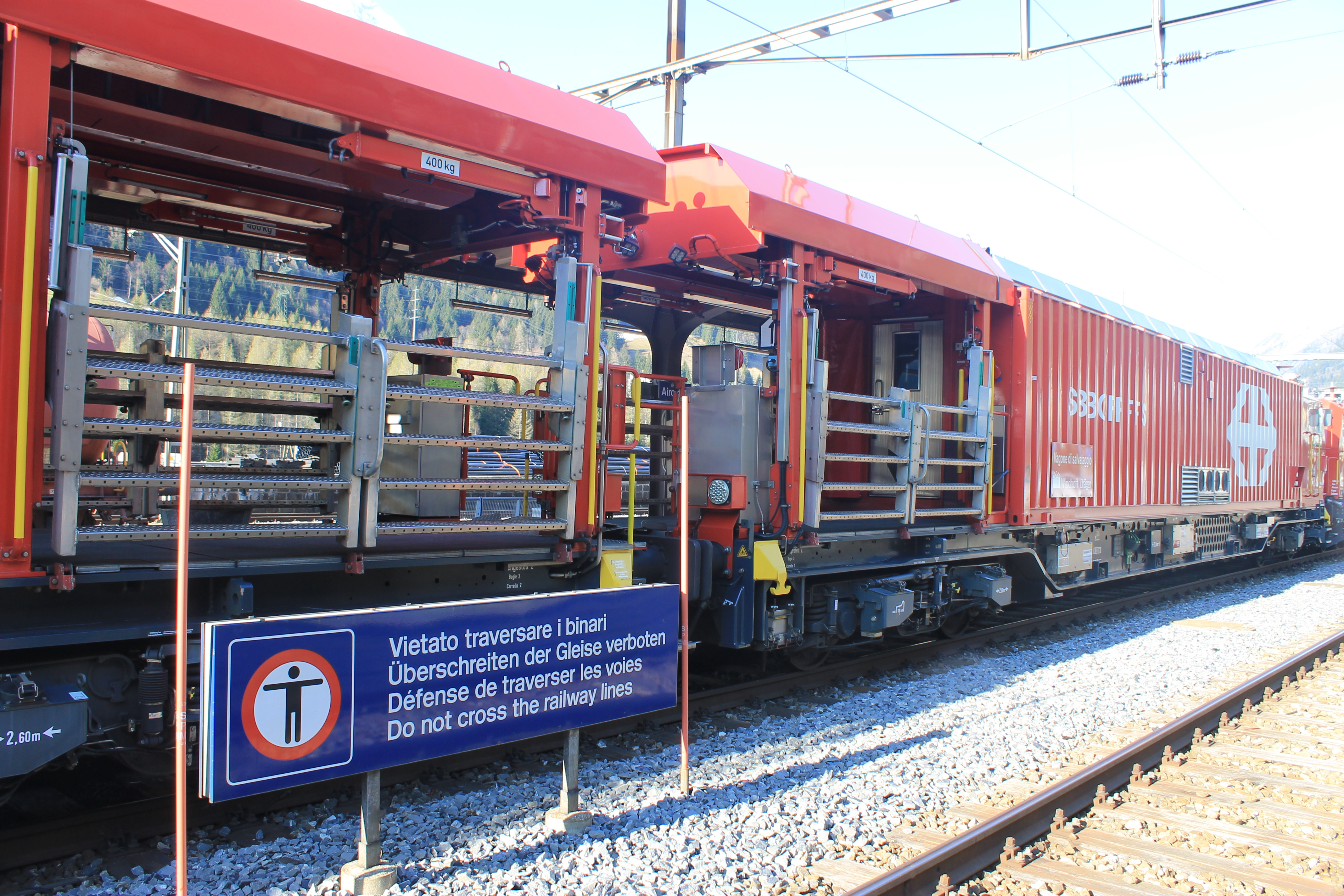
Detailansicht von zwei Rettungsfahrzeugen der Betriebswehr SBB. Sie werden zur Evakuierung von Personen verwendet. Klar kann man die Treppen erkennen die eine schnelle Aufnahme von Personen ermöglichen. Normalerweise führt ein Rettungszug nur ein Rettungsfahrzeug; in Erstfeld sind es zwei

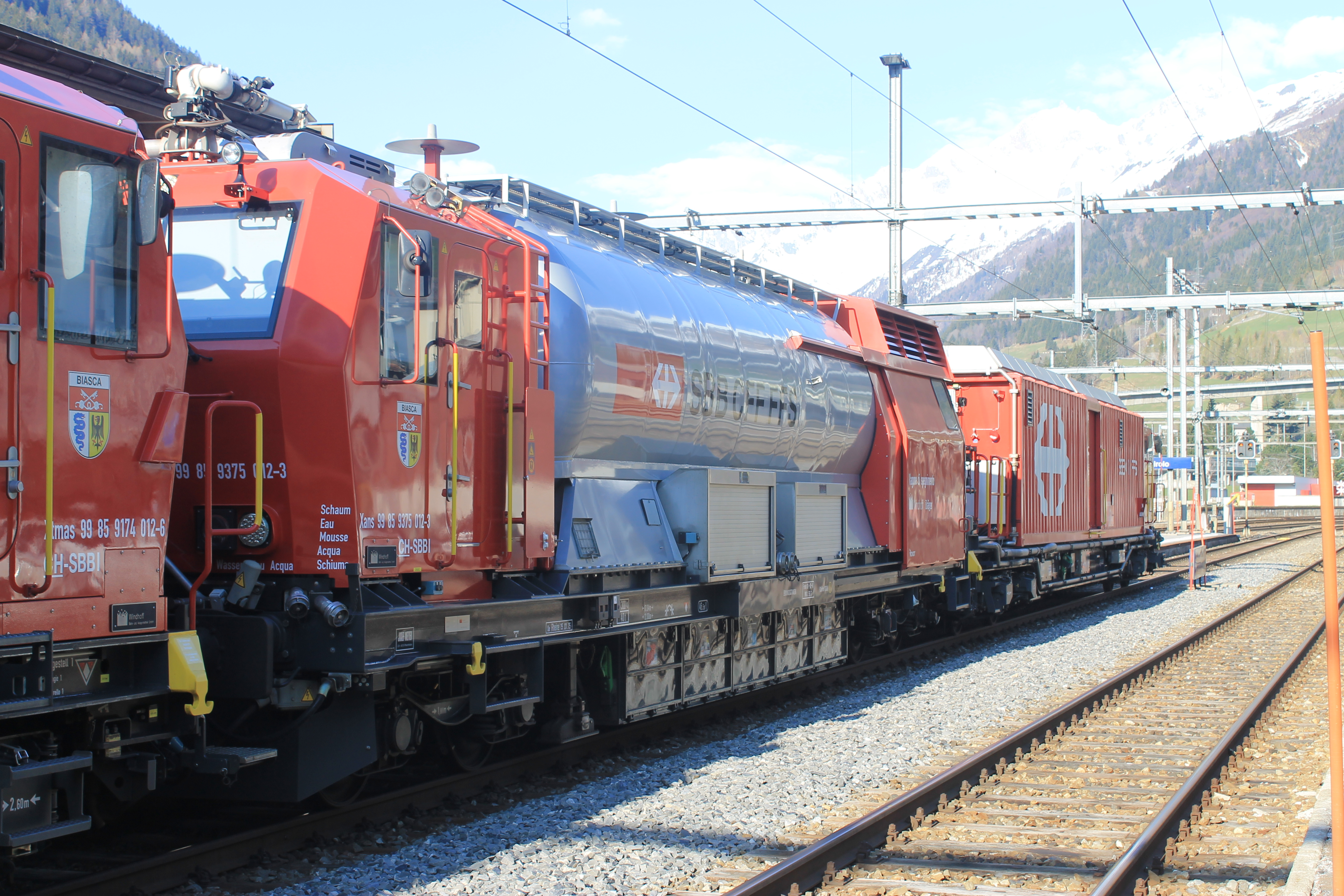
Das Tanklöschfahrzeug verfügt über einen Wassertank mit 44'000 Litern und einen Tank für Schaumextrakt mit 1'800 Litern Inhalt. Auch verfügt es über einen ferngesteuerten Monitor (Wasserwerfer). Klar ist die verbindende Wasserleitung zum führenden Gerätefahrzeug zu erkennen

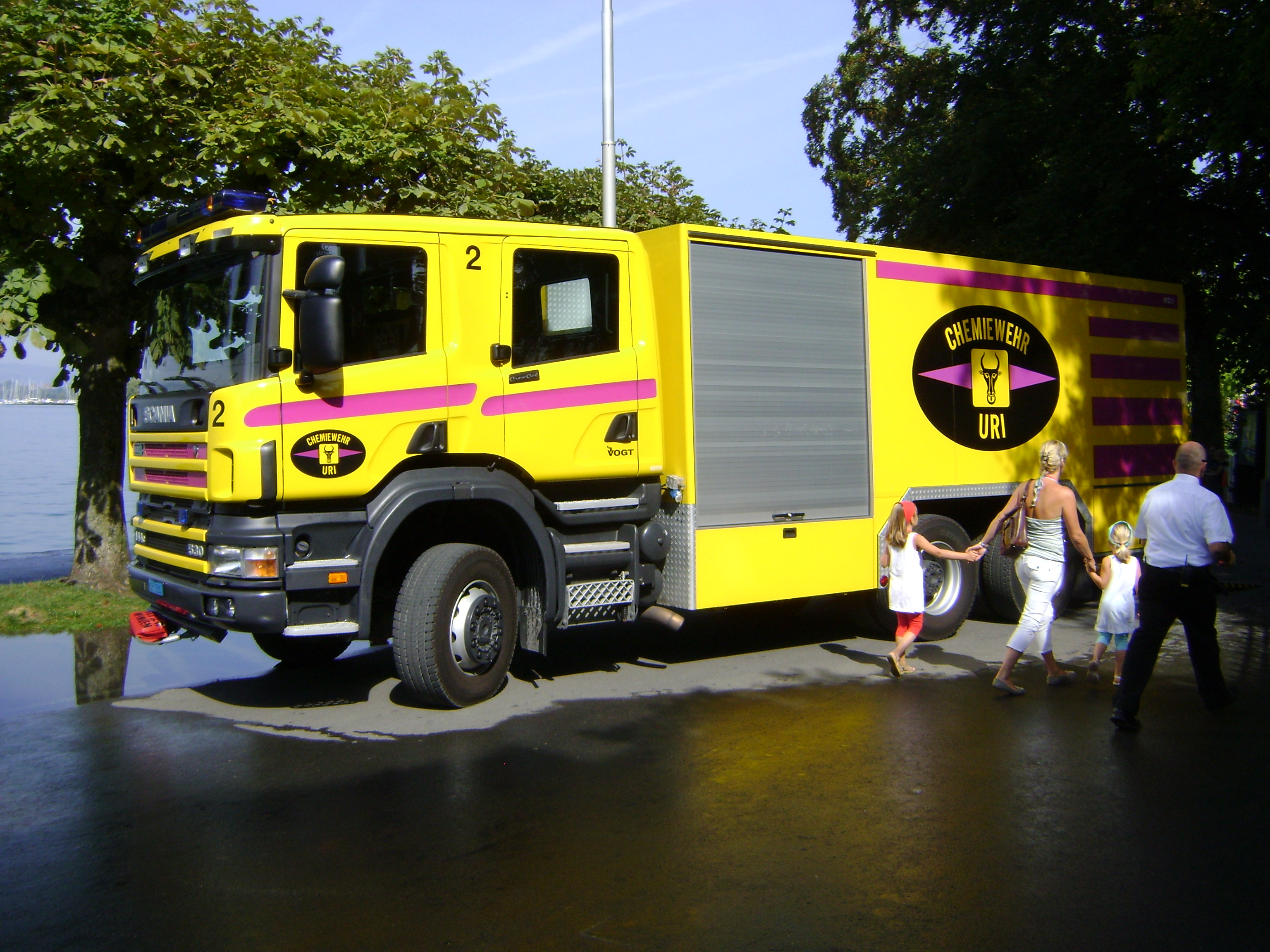
Der wichtigste Partner der Betriebswehr SBB Erstfeld bildet die Chemiewehr Uri. Diese ist eine kantonale Organisation, welche grundsätzlich bei sämtlichen ABC-Ereignissen auf dem ganzen Kantonsgebiet zum Einsatz kommt

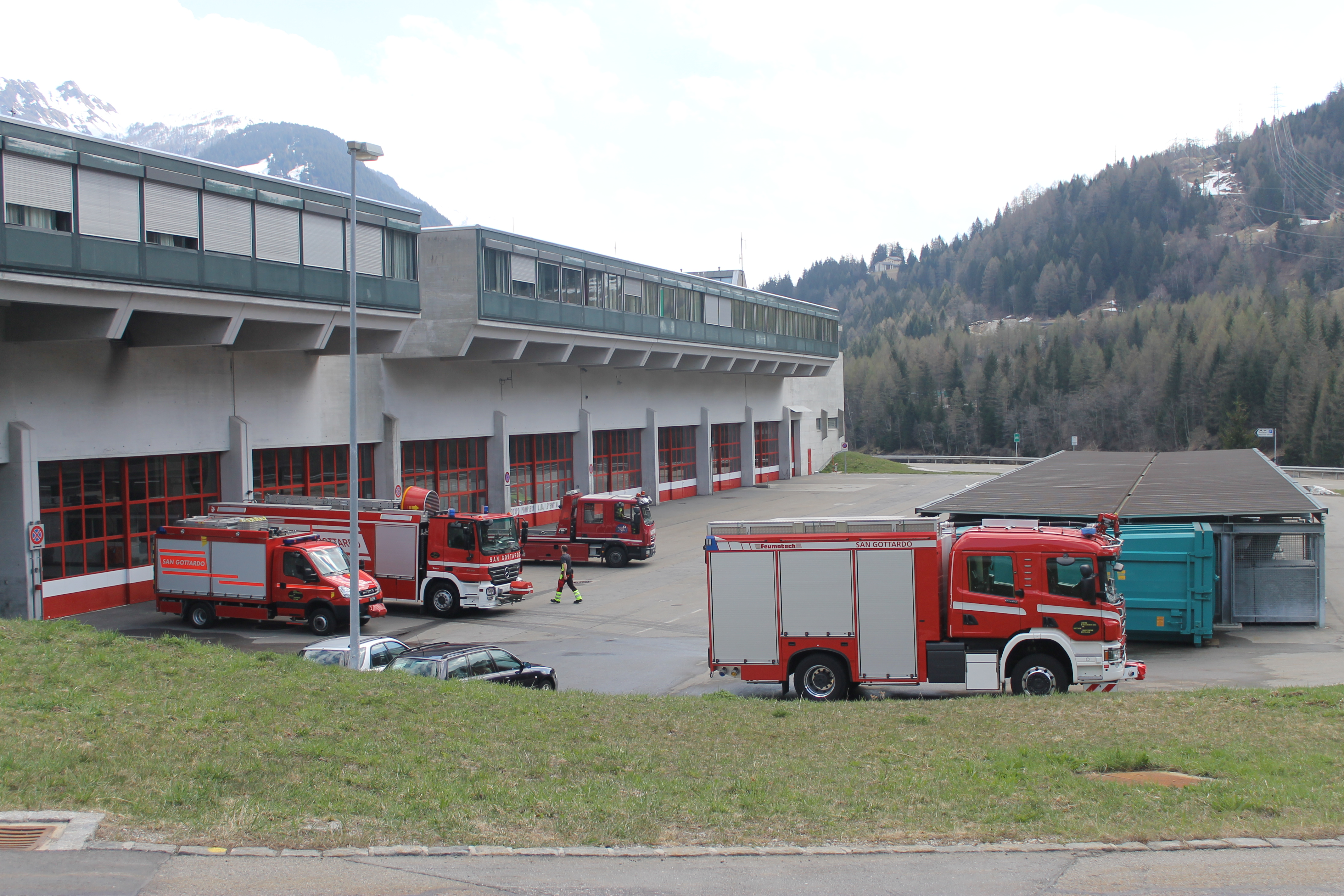
Um eine Tunnelrettung durchführen zu können, muss die Betriebswehr SBB Erstfeld mit vielen anderen Organisationen Kooperationen eingehen. Im Bild das Centro d’intervento del San Gottardo der Schweizer Armee in Airolo. Die Berufsfeuerwehr ist primär für den Gotthard-Strassentunnel und die Autobahn A2 zuständig

Als Betriebswehr SBB Erstfeld wird die Feuerwehr der Schweizerischen Bundesbahnen kurz SBB in Erstfeld im Kanton Uri in der Schweiz genannt.

## Feuerwehr
Die Feuerwehr betreibt und betreut einen SBB-Rettungszug für den Schutz und die Rettung des Gotthard-Basistunnels. Der Tunnel ist mit 57 km der längste Eisenbahntunnel der Welt. Er durchquert die zentralen Schweizer Alpen in Nord-Süd-Richtung und unterquert damit unter anderem das Gotthardmassiv. Die Feuerwehr ist für den Abschnitt der NEAT zwischen Bahnhof Altdorf (Kanton Uri) und den Abschnitten des Gotthard-Basistunnels zuständig, welche sich auf dem Gebiet des Kantons Uri und Graubünden befinden. Die «Einsatzgrenze» liegt bei Streckenkilometer 121'760. Für den restlichen Tunnel ist die Betriebswehr SBB Biasca zuständig. 
Seit 2006 ist der Lösch- und Rettungsdienst der SBB professionalisiert. Das bedeutet die Feuerwehr erfüllt die Schweizer Definition einer Berufsfeuerwehr. Die Wache, welche rund um die Uhr mit mindestens fünf Interventionsmitarbeitenden besetzt ist, wird im Ernstfall von den Mitarbeitenden der Chemiewehr Uri, der Feuerwehr Erstfeld, der Feuerwehr Silenen und der Feuerwehr Stans unterstützt. Eine ähnliche Feuerwehr besteht am Südportal des Tunnels in Biasca. 
Die Betriebswehr SBB Erstfeld beschäftigt 20 Interventionsmitarbeitende, die im 3-Schicht-System arbeiten, also 24 Stunden Dienst, 48 Stunden frei. Die Betriebswehr SBB Erstfeld hat im Schnitt 100 Einsätze im Jahr, wobei es sich bei den wenigsten um klassische Brandeinsätze handelt. Am meisten ausrücken müssen sie wegen Abschleppungen, Entgleisungen und Umwelteinflüssen. Aber auch Suizide kommen ab und zu vor. Die Feuerwehr ist im Erhaltungs- und Interventionszentrum Erstfeld stationiert. Das zweistöckigen Unterhaltsgebäude umfasst Büroarbeitsplätze, Schulungs- und Aufenthaltsräume sowie eine grosse Werkstatthalle. In Italienisch wird das Zentrum Centro di manutenzione e intervento di Erstfeld genannt.

## Geschichte
Die Feuerwehr nahm auf den 1. Januar 2015 ihren Betrieb auf, lange vor der Eröffnung des Tunnels. Das geschah, um der Betriebswehr SBB Erstfeld genügend Vorlaufzeit zu bieten, sich auf die Aufgabe vorzubereiten und mit ihren Partnerorganisationen zu üben. Ab dem 1. Januar 2016 begann der Übungsbetrieb mit einem SBB-Rettungszug. Die Betriebswehr SBB Erstfeld wurde aufgrund des Betreiberkonzepts «NEAT-Achse Gotthard», Teilkonzept Alarm und Rettung vom 10. Juni 2013 geschaffen.
Ursprünglich war vorgesehen gewesen, dass die Chemiewehr Uri die Einsätze im Tunnel übernimmt. Diese Feuerwehr hatte einen reinen Miliz-Charakter. Sie war organisiert ähnlich wie eine Freiwillige Feuerwehr. Durch die Übernahme zusätzlicher Aufgaben hätte die Feuerwehr teilprofessionalisiert werden müssen. Es waren zwischen 20 und 40 hauptamtliche Einsatzkräfte geplant. Dieses Pikett war für den Ersteinsatz im Tunnel geplant. Diese Variante wurde aus personellen und finanziellen Gründen nicht weiterverfolgt. Allerdings erforderte die Übernahme von Aufgaben durch die Chemiewehr Uri eine Teilprofessionalisierung in den Bereichen Kommando, Ausbildung, Administration
und Materialwartung in der Grössenordnung von insgesamt 210 Stellenprozenten. Davon übernimmt die SSB die Kosten einer vollen Stelle. Die Notwendigkeit einer spezialisierten Feuerwehr wurde auch deshalb als notwendig betrachtet, da die Feuerwehr über Lokomotivführer verfügen muss.

## Führung
Führungstechnisch untersteht die Feuerwehr dem «Kantonalen Führungsstab», kurz KAFUR, des Kantons Uri und der Chemiewehr Uri im Schadensfall. Die Chemiewehr Uri ist für die Gesamteinsatzleitung verantwortlich, während die KAFUR für die rückwärtige Führung verantwortlich ist. Die Einsatzleitung innerhalb des Tunnels übernimmt die SBB. Die Einsatzleitung SBB stellt auch fest, wann der Tunnel für die Rettungskräfte freigegeben und als sicher erklärt werden kann. (Nachfolgender Verkehr muss gestoppt werden.)

## Einsatzplanung
Die Alarmierung erfolgt über die «Einsatzzentrale Süd» der SBB. Die Alarmierung der nicht SBB-eigenen Kräfte erfolgt über die «Alarmstelle der Kantonspolizei Uri», welche mit der SBB Einsatzleitung mit einer Standleitung verbunden ist. Die Einsatzplanungen sehen vor, dass je nach Einsatzerfordernis Einsatzkräfte in vier Stufen aufgeboten werden. Innerhalb der ersten 15 Minuten nach Alarmierung kommen in einer 1. Phase die fünf Angehörigen der Betriebswehr SBB Erstfeld sowie zehn Angehörige der Chemiewehr Uri, unterstützt durch zwei Rettungssanitäter, zum Einsatz. Die Rettungssanitäter werden durch den «Rettungsdienst des Kantonsspitals Uri» gestellt. 
Die weiteren Einsatzaufgaben werden durch 40 Angehörige der Chemiewehr Uri, der Feuerwehr Erstfeld, der Feuerwehr Silenen und der Feuerwehr Stans übernommen. Diese zweite Einsatzeinheit muss innerhalb von 45 Minuten Einsatz klar sein. In einer dritten Phase wird die Feuerwehr Altdorf mit 20 Angehörigen als Unterstützung der Betriebswehr SBB Erstfeld aufgeboten. Zusätzliche Reserveformationen als Unterstützung der Einsatzformationen oder Ablösung sind 10 Angehörige der Schadenwehr Gotthard und 4 Angehörige des Lösch- und Rettungszugs Rotkreuz. Nach 90 Minuten Einsatz werden zusätzlich 90 Angehörige der Feuerwehren Schwyz, Sarnen, Luzern sowie der Chemiewehren Emmen und Zug alarmiert. Die involvierten Organisationen werden von der SBB für die Bereitstellung von Material entschädigt. Auch beschafft die SBB zusätzliches Material wie Fahrzeuge. Zur Zeit beträgt die Entschädigung 698'800 Schweizer Franken im Jahr.
Für die sanitätsdienstliche Schadenplatzorganisation ist der Bahnhof Altdorf vorgesehen. Evakuierte Personen werden mit den Rettungsfahrzeugen an einen Platz an der Westseite der Gleisanlage verbracht. Die Zuständigkeit für die Sammelstelle liegt beim Zivilschutz Uri, welche auch den Behandlungsplatz übernimmt. Bei Bedarf wird eine mobile Sanitätshilfsstelle aufgestellt und betrieben. Diese ist personell und materiell darauf ausgerichtet,
dass bis zu 20 Patientinnen und Patienten versorgt und betreut werden können. Im Zentrum stehen neben der medizinischen Triage lebensrettende Notbehandlungen und medizinische Massnahmen zur Erstellung der Transportfähigkeit. Auch das «Care-Organisation des Kantons Uri» wird zum Einsatz kommen. Diese übernimmt die Psychologische Nothilfe bei Betroffenen und Einsatzkräften. Damit die Verfügbarkeit der Rettungssanitäter gewährleistet werden konnte (in 90 % der Fälle), musste das System beim Rettungsdienst des Kantonsspitals Uri umgestellt werden. Vor der Inbetriebnahme des Tunnels wurde die Rettung von Krankenpflegern des Krankenhauses sichergestellt, welche bei Bedarf die Rettungswagen besetzten. Nach Eröffnung des Tunnels wurde das System auf vollzeitbeschäftigte Rettungssanitäter und Intensiv-Krankenpfleger umgestellt. Heute wird der Rettungswagen im Schichtbetrieb besetzt und nicht mehr im Pikett Verfahren.

## Rettungskonzept
Der Gotthard-Basistunnel gilt als der sicherste Eisenbahntunnel der Welt. Lokomotivführer dürfen mit bis zu 250 Kilometern pro Stunde durch den Tunnel fahren. Es bestehen zwei getrennte Röhren, was eine Kollision aus der Gegenrichtung ausschliesst. Auffahrkollisionen sind aber trotzdem theoretisch möglich. Vor den Tunneleingängen sind Detektionsanlagen in Betrieb. Sie stellen sofort fest, wenn Brände schwelen, gefährliche Gase austreten, Achsen heisslaufen, Bremsen blockieren, sich die Ladung verschiebt und anderes mehr. Züge sollen gestoppt werden, bevor sie in den Tunnel einfahren. Bricht in einem Zug ein Feuer aus, soll der Lokomotivführer die nächste Nothaltestelle anfahren. Der Zug wird evakuiert. Notfallbeleuchtung und die Beschilderung führen die Passagiere den Weg aus der Gefahrenzone in die Gegenröhre. Alle 325 Meter hat der 57 Kilometer lange Eisenbahntunnel Übergänge in die Gegenröhre. Ein Rettungszug führt die Evakuierung durch, während der andere Rettungszug die Brandbekämpfung übernimmt. Eine Evakuierung soll innerhalb von 90 Minuten abgeschlossen sein.

## Fahrzeuge
Der Zug der Betriebswehr SBB Erstfeld besteht aus zwei gasdichten Rettungsfahrzeugen, einem Tanklöschwagen sowie einem Gerätefahrzeug. Der Zug ist nach dem Kanton Uri benannt. Angetrieben werden die Fahrzeuge mit Powerpacks (Dieselmotor mit Turbolader, Automatikgetriebe mit eingebautem Retarder und Kühlsystem). Die Leistung je Powerpack beträgt 390 kW und die Höchstgeschwindigkeit beträgt 100 km/h. Die Führerstandskabinen sind ebenso wie die Rettungsfahrzeuge druckdicht ausgeführt und verfügen über eine Atemluftversorgung. Das Tanklöschfahrzeug verfügt über einen Wassertank mit 44'000 Litern und einen Tank für Schaumextrakt mit 1'800 Litern Inhalt. Bezogen wurde der Zug von einem Herstellerkonsortium bestehend aus Windhoff Bahn- und Anlagentechnik, Dräger Safety, Joseph Meyer und der Vogt AG. Der Gerätewagen führt den Zug. Auf ihn folgt das Tanklöschfahrzeug, welches den Gerätewagen mit Wasser und Schaum versorgt. Der Gerätewagen und das Tanklöschfahrzeug verfügen über einen Hochdruckmonitor und Selbstschutzeinrichtungen. Die Rettungsfahrzeuge bilden den Schluss des Zuges. Sie können abgekoppelt werden und Personen aus der Gefahrenzone bringen während Gerätewagen und Tanklöschfahrzeug die Brandbekämpfung übernehmen. Die Rettungsfahrzeuge pendeln zwischen Unfallort und dem Bahnhof Altdorf um die Personen zu evakuieren. Ein solcher Zug kostet um die 15'000'000 Schweizer Franken.
Strassengebundene Fahrzeuge werden primär von der Chemiewehr Uri gestellt.